# 圣多纳奇
圣多纳奇（義大利語：San Donaci），是意大利布林迪西省的一个市镇。总面积34平方公里，人口7074人，人口密度208.1人/平方公里（2009年）。ISTAT代码为074013。